# 淚光閃閃
《淚光閃閃》（日语：／）是森山良子作詞、BEGIN作曲的一首暢銷單曲。於1998年創作，並隨著2001年夏川里美演唱的版本而著名。歌曲是森山為懷念英年早逝的哥哥而做，曲風具有濃郁的沖繩風格，分別有日本語及琉球語兩個版本。
2004年9月，使用《淚光閃閃》旋律的第一個中文版本 - 取名為《陪我看日出》被發佈（由新加坡歌手蔡淳佳演唱），並作為《流星花園》的插曲，使到其廣為華人世界及東亞熟悉，全日本亦有15間電視台播放此劇。
同年10月，同曲的台語歌詞版本，《白鷺鷥》由台灣歌手黃品源演唱和發行，2006年12月，黃品源發行第二個國語版本命名為《淚光閃閃》，並與蔡淳佳的版本歌詞不同。此版本的歌詞內容與日文原曲則相近。
2006年，為紀念東京廣播公司開播50週年，根據《淚光閃閃》改編成電影《愛與淚相隨》。

## 其他衍生
在BEGIN此曲基礎上，在其他地區亦有以各種語言填詞的翻唱改編歌曲。例如：
- 台灣歌手黃品源的《白鷺鷥》（台語演唱），2004年發行，《淚光閃閃》（國語演唱， 2006年發行）
- 中國大陸歌手阿蘭·達瓦卓瑪的《想哭的思念》（國語演唱）
- 新加坡歌手蔡淳佳的《陪我看日出》（國語演唱），2004年發行
- 客家语演唱歌曲《寄毋出个信)》（饒瑞軍作詞）
- 英文翻唱團體逆流而上樂團的《Nada Sou Sou》(日文拼音)
- 韓國女團MAMAMOO成員頌樂的《눈물이 주룩주룩》(韓語演唱)